# Sonnenpyramide von Teotihuacán

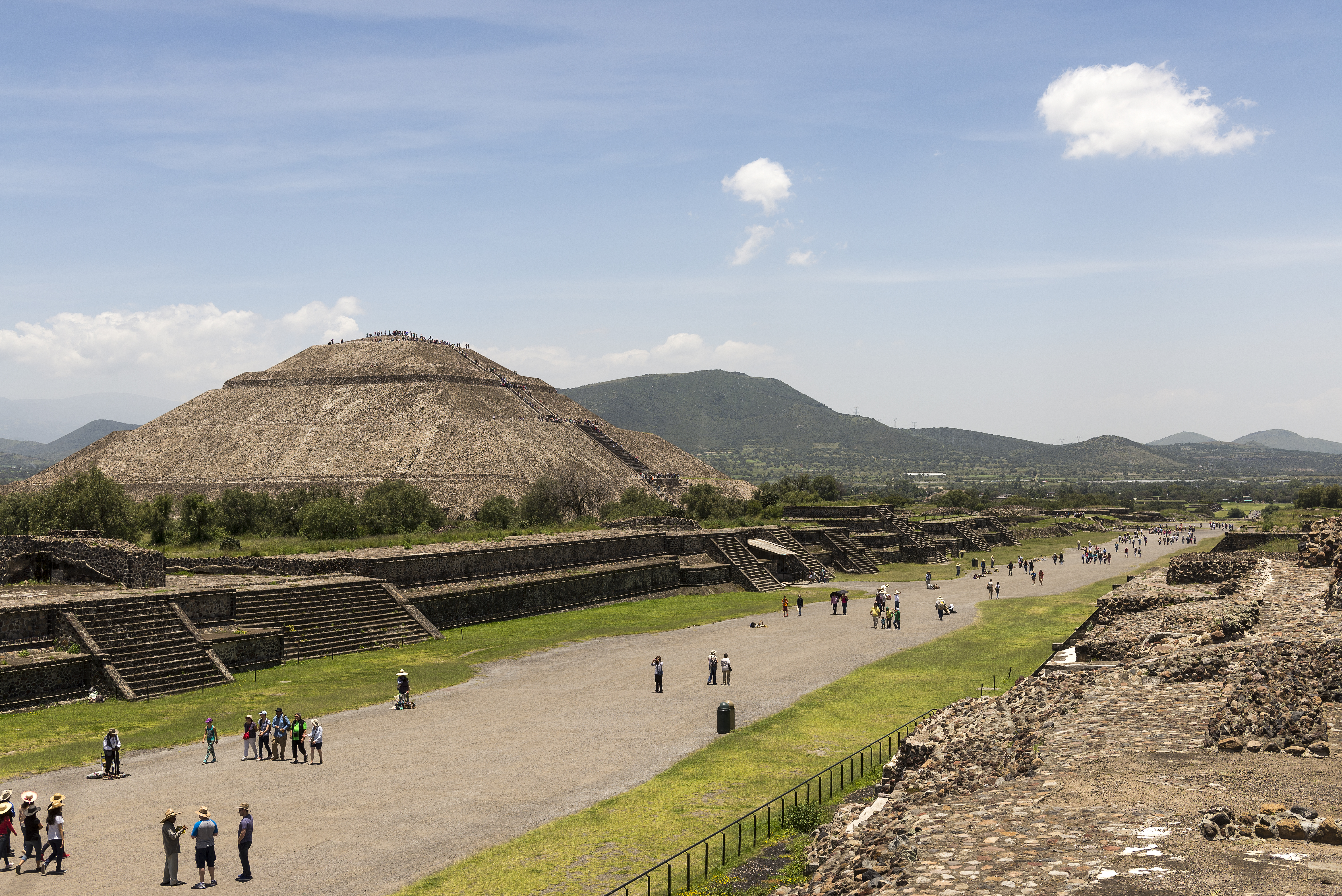
Die Sonnenpyramide in Teotihuacán und die „Straße der Toten“

Die Sonnenpyramide ist das zweitgrößte Bauwerk im vorspanischen Mittelamerika und die drittgrößte Pyramide der Welt. Sie befindet sich im Zentrum der voraztekischen Ruinenstadt von Teotihuacán, rund 45 km nordöstlich von Mexiko-Stadt. Im Stadtbild von Teotihuacán befindet sich die Pyramide an der Straße der Toten zwischen der Mondpyramide und der Ciudadela im Schatten des mächtigen Cerro-Gordo-Massivs.

## Geschichte

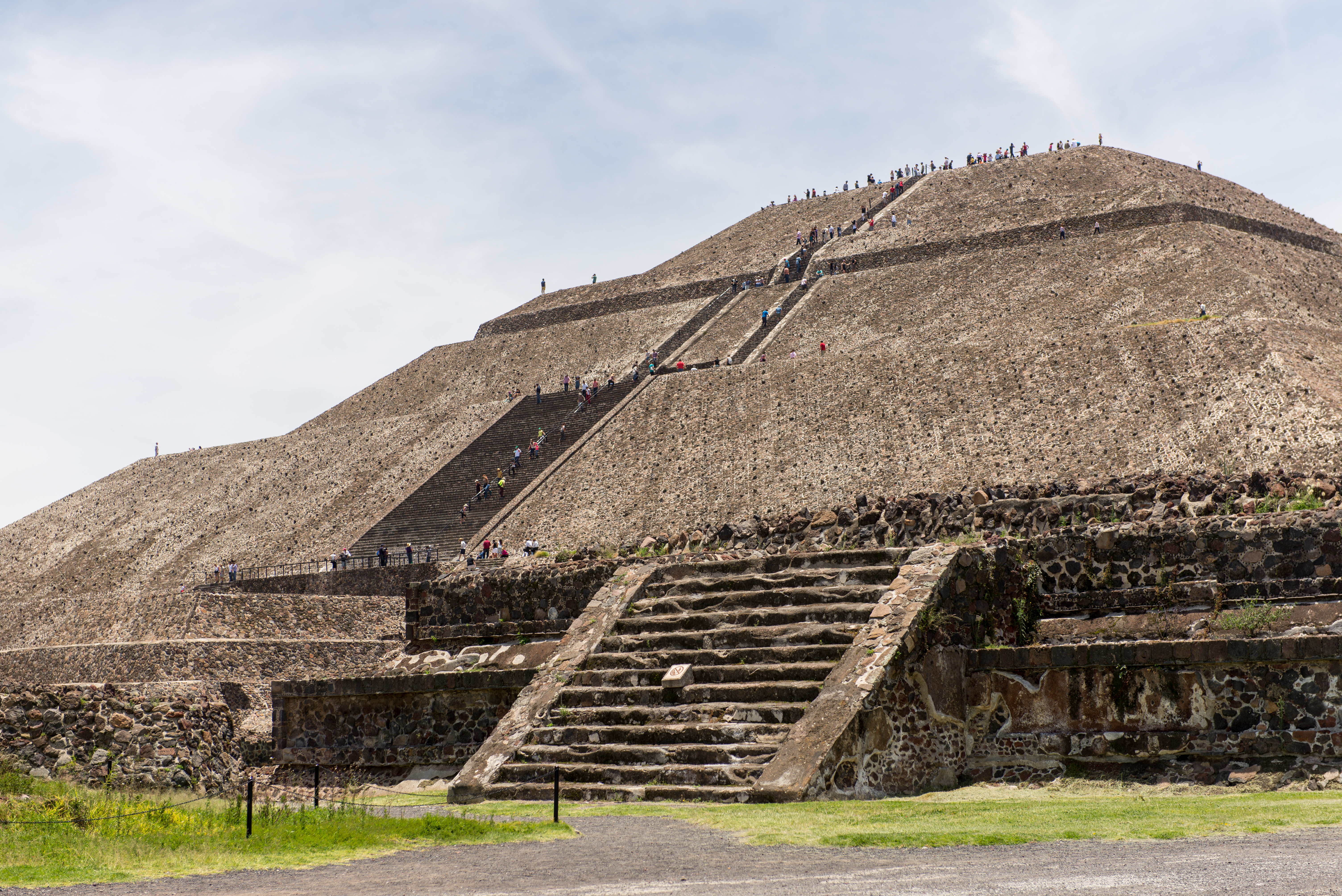
Die Sonnenpyramide

Den Namen „Sonnenpyramide“ erhielt das Bauwerk von den Azteken, nachdem die Stadt schon seit Jahrhunderten verlassen war. Wie die ursprüngliche Bezeichnung lautete, ist unbekannt. Die Pyramide wurde in zwei Bauphasen errichtet: Die erste Phase fand etwa um das Jahr 100 statt, wobei die Pyramide schon annähernd ihre heutige Größe erreicht hatte. Die zweite Phase beinhaltete die Aufstellung eines Altars auf der Plattform an der Pyramidenspitze, der aber nicht erhalten ist. Die Pyramide hat seitdem eine Grundfläche von etwa 225 m × 225 m und eine Höhe von etwa 63 Metern. Zu Beginn des 3. Jahrhunderts wurde die Adosada-Plattform hinzugefügt, etwa zur selben Zeit, als auch die Ciudadela und die Pyramide der Gefiederten Schlange errichtet wurden.
Die gesamte Struktur wurde mit einem Kalkputz versehen, auf den die Erbauer farbenprächtige Malereien auftrugen. Zur farbigen Ausgestaltung wurde als flächendeckende Grundfarbe rot verwendet, dazu im Kontrast weiße Ausarbeitungen und blau gefärbte Teilflächen. Allerdings haben weder dieser Verputz noch die Malereien die Jahrhunderte überdauert. Berichtet wird, dass zu den ursprünglichen Darstellungen Bilder von Jaguarköpfen und -pranken, Sternen und Schlangenrasseln gehörten.
Man nimmt an, dass die Pyramide der Verehrung einer in Teotihuacán verehrten Gottheit diente, ohne dass der Name oder Charakter dieser Gottheit bekannt wäre, zumal, wie erwähnt, der Altar nicht mehr erhalten ist, der darüber vielleicht Auskunft hätte geben können. Einige Forscher vertreten die Theorie, dass es sich bei der verehrten Gottheit um eine Art archaische Muttergöttin gehandelt haben könnte, doch muss dies Spekulation bleiben.

## Archäologische Untersuchungen
Die ersten archäologischen Untersuchungen der Sonnenpyramide unternahm 1906 Leopold Bartres. Er richtete dafür eine Kipplorenbahn ein, siehe Decauville#Ausgrabung der Sonnenpyramide von Teotihuacán in Mexiko.
Weitere Ausgrabungen und Untersuchungen schlossen sich an und dauern bis heute an. In den Jahren 2008 bis 2011 wurden insgesamt fünf Bestattungsplätze auf unterschiedlichen Niveaus im Innern der Pyramide entdeckt.

## Topographie
Die Ausrichtung der Pyramide ist Gegenstand intensiver Forschung. Astronomische Hintergründe werden nicht ausgeschlossen. So zeigt die wichtigste Achse des Bauwerks zum Punkt des Sonnenuntergangs am 12. August beziehungsweise 20. April, die im Kalender der Maya eine wichtige Rolle spielen.
Unterhalb der Pyramide wurde eine Höhle entdeckt, die durch einen künstlichen Tunnel zu erreichen ist. Meinte man lange Zeit, dass die Höhle natürlichen Ursprungs sei, deuten jüngere Untersuchungen eher auf ihre künstliche Errichtung hin. Dies wird von Funden von Meißeln, die man im Tunnel gefunden hat, sowie von Spuren von Handabdrücken gestützt.
Archäologen vermuten hier Königsgräber älterer Herrscher, über die bislang wenig oder gar nichts bekannt ist. Mehrere Reliquien wurden gefunden und das Grab steht vor der Öffnung.

## Funde im Umfeld der Pyramide
In der Pyramide und in ihrer näheren Umgebung wurden nur wenige Fundstücke entdeckt. Dazu zählen Pfeilspitzen aus Obsidian und Figuren in Menschenform; ähnliche Objekte wurden auch an der Mondpyramide, der Pyramide der Gefiederten Schlange und der Ciudadela gefunden. An den Ecken der Pyramiden fand man Gräber von Kindern, die offenbar im Rahmen religiöser Zeremonien dort beigesetzt wurden.